# Sverre Kråkenes
Sverre Kråkenes (ur. 11 marca 1931 w Fanie, ob. części Bergen) – norweski wioślarz, dwukrotny olimpijczyk.
Wystąpił na igrzyskach olimpijskich w 1952 w Helsinkach w czwórce bez sternika. Osada norweska, w której płynęli również jego starsi bracia Thorstein i Harald oraz Kristoffer Lepsøe odpadła w półfinale. Razem z bratem Haraldem wystartował w dwójce podwójnej na igrzyskach olimpijskich w 1960 w Rzymie, również odpadając w półfinale.
Był mistrzem Norwegii w jedynce w latach 1955, 1956 i 1958–1961.